# Crema Football Club 1926-1927
Questa pagina raccoglie le informazioni riguardanti il Crema Football Club nelle competizioni ufficiali della stagione 1926-1927.

## Rosa
| N. |                   | Ruolo | Calciatore         |
| -- | ----------------- | ----- | ------------------ |
|    | Italia (bandiera) | C     | Renato Aschedamini |
|    | Italia (bandiera) | A     | Bianchessi         |
|    | Italia (bandiera) | C     | Giacomo Bruschieri |
|    | Italia (bandiera) | A     | Bussi              |
|    | Italia (bandiera) | D     | Cerri              |
|    | Italia (bandiera) | D     | Cuti               |
|    | Italia (bandiera) | P     | Loris Desti        |

| N. |                   | Ruolo | Calciatore            |
| -- | ----------------- | ----- | --------------------- |
|    | Italia (bandiera) | A     | Mario Genzini         |
|    | Italia (bandiera) | D     | Giavaldi              |
|    | Italia (bandiera) | A     | Giovanni Moretti (II) |
|    | Italia (bandiera) | C     | Giuseppe Moretti (I)  |
|    | Italia (bandiera) | C     | Sanguanini            |
|    | Italia (bandiera) | A     | Carlo Voltini         |